# Construtora Norberto Odebrecht
Die Construtora Norberto Odebrecht (CNO) (deutsch: Bauunternehmen Norberto Odebrecht) ist ein 1944 von Norberto Odebrecht in Salvador da Bahia gegründetes Bauunternehmen. 
Es ist das größte Unternehmen im Bereich Ingenieurs- und Bauwesen in Lateinamerika und der zweitgrößte Privatkonzern Brasiliens. Odebrecht zählt zu den größten Baufirmen weltweit und hat einen durchschnittlichen Jahresumsatz von rund 35 Milliarden US-Dollar. Die Gruppe erwirtschaftet 70 % ihres Umsatzes im Ausland. Im Jahr 2009 wurde das Unternehmen in sechs eigenständige Unternehmen aufgeteilt. Es wird in der dritten Generation seit 2002 von Generaldirektor Marcelo Odebrecht geführt.
In den krisenhaften 1990er Jahren baute Odebrecht vor allem in den USA und Europa Staudämme, Brücken und U-Bahnen und suchte in Afrika nach Bodenschätzen, weil zu Hause die Aufträge fehlten. Es beteiligt sich auch an Städtebau-Projekten, zum Beispiel in Luanda, Angola, sowie Ferienanlagen sowie im Erdöl- und Gassektor und weiterhin in angolanisch-namibischen Kraftwerksprojekten. Darüber hinaus unterstützt das Unternehmen im Rahmen von Partnerschaften kleine und mittelständische brasilianische Firmen. In Europa ist CNO in Portugal an einem portugiesischen Bauunternehmen beteiligt und war maßgeblich am Bau der 1998 eröffneten Vasco-da-Gama-Brücke involviert. 
Construtora Norberto Odebrecht arbeitet als Teil der Odebrecht-Gruppe rund um den Globus an einer Vielzahl von Projekten und baut unter anderem Autobahnen, Flughäfen, Abwasser- und Bewässerungssysteme. Bekannt ist das Unternehmen vor allem für den Bau von Wasserkraftwerken und Staudämmen. Odebrecht ist heute der führende Immobilienentwickler Lateinamerikas, der auch Stadien, Flughäfen, Autobahnen, U-Bahnen und ganze Städte errichtet. In Brasilien will das Unternehmen zudem Rüstungskonzern werden. In zahlreichen Joint Ventures baut es unter anderem auch Werften für U-Boote.
Im Oktober 2010 erhielt Construtora Norberto Odebrecht vom International Institute for Management Development den Global Family Business Award, eine Auszeichnung als „Bestes Globales Familienunternehmen“.

## Unternehmensstruktur
- Odebrecht Energia, Wasserkraft, thermoelektrische Anlagen und Kernkraftwerke
- Engenharia Industrial, Bau und Montage industrieller Anlagen
- Odebrecht Infraestrutura, Transport-, Sanitär-, Bewässerungs- und Sportarena-Branchen
- Odebrecht América Latina e Angola, Investitionen und Bauvorhaben in Pionier-Regionen (Lateinamerika, Angola)
- Odebrecht Venezuela, Investitionen in Infrastruktur, Immobilien, Industrie, Öl und Gas, Petrochemie und Ernährungssicherheit
- Odebrecht International, Odebrecht-Gruppierung aus 65 Nationen
- Odebrecht Óleo e Gás S.A., Erforschung und Produktion von Öl- und Gasfelder, Plattformen und integrierte Dienstleistungen für andere Unternehmen
- Odebrecht Realizações Imobiliárias S.A., Wohn-, Geschäfts-, Handels- und Tourismus-Jointventures
- Foz do Brasil S.A., Wasserversorgung und Abwasseraufbereitung
- ETH Bioenergia S.A., Alkohol-Brennstoff (Ethanol), Strom und Zucker aus Zuckerrohr
- Braskem S.A., Ethan, Propan und Chlor sowie die zweite Generation petrochemischer Produkte, wie z. B. thermoplastische Kunststoffe
- Odebrecht Participações e Investimentos, Diversifizierte Infrastruktur-Sektore, Investitionen in Transport und Logistik, Energie, Sportarenen und Bewässerung
- Odebrecht TransPort, Transport- und Logistik-Segment in Brasilien (Autobahnen, Stadtverkehr, Logistik-Infrastruktur (Hafen- und Pipelines) und Flughafen-Bereiche)
- Odebrecht Defesa e Tecnologia, integrierte Kommando- und Kontrollsysteme und strategische Management-Dienstleistungen für zivile und militärische Nutzung
- Odebrecht Administradora e Corretora de Seguros Ltda., Aktionärsvermögen-Schutzorganisation zur Begrenzung und Steuerung der Risiken
- Odeprev, Zusatzrente für Odebrecht Mitglieder, Vorbereitung auf den Ruhestand
- Fundação Odebrecht, Fördert Jugendliche „Bildung für das Leben“

## Geschäftsfelder
- Staudämme
- Thermische Anlagen
- Wasserkraftwerk
- Stahlkraftwerke
- Kernkraftwerke
- Petrochemie
- Bau von Ferienanlagen und Immobilien
- U-Bahnen
- Autobahnen, Überlandstraßen
- Eisenbahnlinien
- Brücken
- Schiffahrtshäfen
- Flughäfen